# آناستازیا تاتاروا
آناستازیا تاتاروا (روسی: Анастасия Алексеевна Татарева؛ زادهٔ ۱۹ ژوئیهٔ ۱۹۹۷) ژیمناست اهل روسیه است.
وی همچنین برندهٔ جوایزی همچون نشان دوستی شده‌است.